# Bedő Rudolf
Bedő Rudolf, születési nevén Bedő Rezső Ferenc (Budapest, 1891. május 31. – Budapest, 1978. február 18.) műgyűjtő, művészeti író, művészettörténész.

## Életpályája
Bedő (Bettelheim) Béla (1862–1916) kereskedelmi tanácsos, gyárigazgató és Politzer Riza (1868–1961) fiaként született zsidó családban. Középiskolai tanulmányait a Budapesti Evangélikus Főgimnáziumban végezte, s mellette a József Műegyetemen, illetve a Budapesti Kereskedelmi Akadémián tanult. Ezt követően Bécsben és Párizsban tartózkodott, majd Thorma János nagybányai festőiskoláját látogatta. 1913–1914-ben a Phönix Kénsav és Vegyi Termékek Részvénytársaság alkalmazásában állt. Az első világháborúban a 8. honvédhuszárezred tagjaként az orosz fronton súlyosan megsebesült, fél lábát elvesztette és két évet orosz hadifogságban töltött. 1918 augusztusában főhadnagyi címet adományoztak számára. Hazatérése után újból a Phönix gyárhoz került, ahol az igazgatóság tagja lett, majd apja halála után tulajdonossá lépett elő. A két világháború között Nagybányán élt. A háborút követően Budapesten telepedett le.
Gyűjtői pályáját a Monarchia korában kezdte, s nagyban segítette feleségének bécsi rokonsága, valamint nagybátyja, Politzer Ádám, akiknek anyagából számos darab jutott hozzá. Nem szorítkozott csupán magyar anyagra, hanem nemzetközi kitekintéssel is rendelkezett. Gyűjteményében megtalálhatóak voltak a modern művész darabjai, akárcsak a klasszikusok. Az 1930-as évektől kezdve a magyar avantgárd újjáéledése iránt is fogékonyságot mutatott. Litográfiagyűjteménye a Színháztörténeti Intézet anyagát gazdagítja. Elméleti és nemzetközi tájékozottságának köszönhetően szerkesztette a Művészettörténeti Értesítő nemzetközi szemlerovatát.
Házastársa Rott Mária (1903–1993) volt, Rott Frigyes ügyvéd és Schulhof Melitta lánya, akit 1925. december 9-én Budapesten vett feleségül. Sógornője Bán Edit (1905–1966) szobrász- és festőművész.

## Főbb művei
- A magyar bányászattörténet művészi dokumentumai. (Szabad Művészet, 1951)
- Alexandra Pavlovna magyarországi arcképe. (Művészettörténeti Értesítő, 1954)
- Norbert Grund. (Művészettörténeti Értesítő, 1955)
- Canaletto. Bernardo Bellotto és Antonio Canal. (A művészet kiskönyvtára. 16. Budapest, 1961, 2. bővített kiadás. 1967)
- Ein Doppelporträt des Michaels Sweerts. (Acta Historiae Artium, 1962)
- Benedek Péter (Művészet, 1964)
- Kádár Béla emlékkiállítása. Szerk. Szíj Rezsővel. (Budapest, 1971)

## Emlékezete
- A Kieselbach Galéria és Aukciósház 2009 áprilisában és májusában Bedő Rudolf gyűjteménye címmel kiállítást rendezett emlékére
- Szenvedély és tudás. Bedő Rudolf műgyűjteménye. Szerkesztő: Molnos Péter. Társszerkesztő: Kieselbach Anita. Budapest: Kieselbach Galéria; Mester Nyomda, 2010